# 希德沃維茨

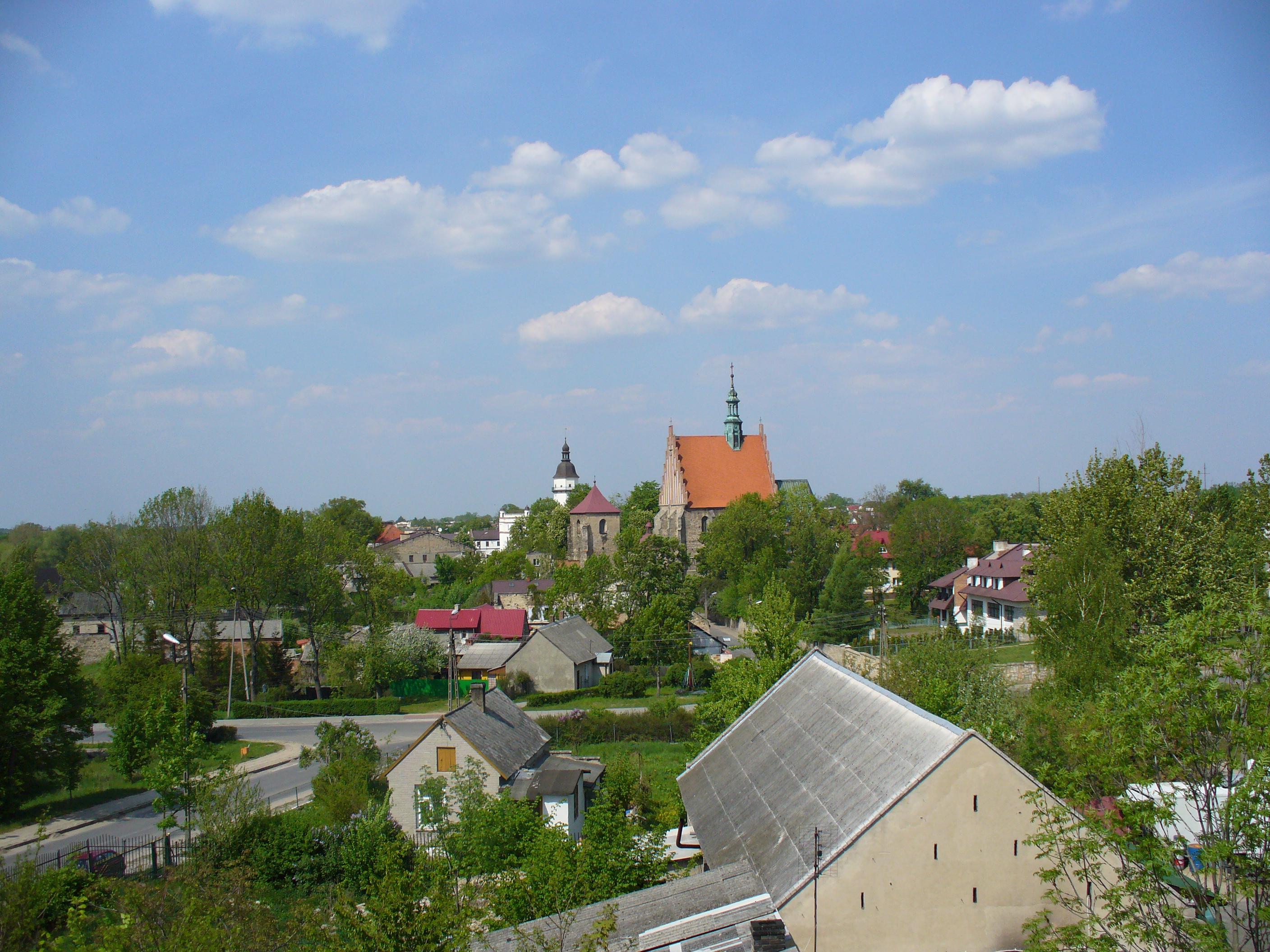

希德沃維茨是波蘭的城鎮，位於該國中部，由馬佐夫舍省負責管轄，始建於十二世紀，面積21.93平方公里，海拔高度260米，每年平均降雨量400至500毫米，2006年人口12,030。

## 外部連結
- Map, via mapa.szukacz.pl （页面存档备份，存于）